# Романтичний світанок
Романтичний світанок (англ. The Dawn of Romance) — американська короткометражна драма режисера Джорджа Лоана Такера 1914 року.

## У ролях
- Етель Грандін — Доріс Мейсон
- Ірвінг Каммінгс
- Говард Кремптон